# Estação Ferroviária de Sete Rios

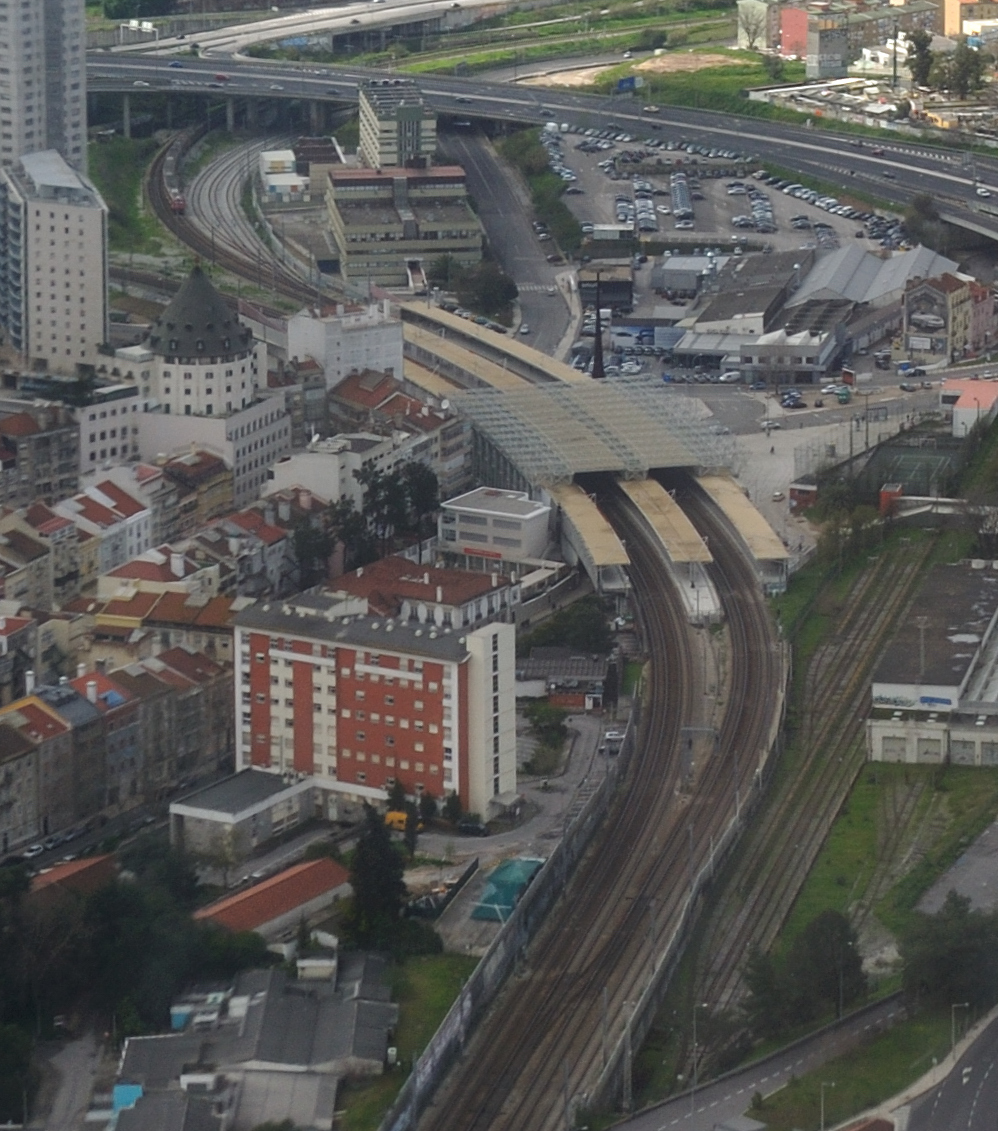
Vista geral da estação em 2010.

A estação ferroviária de Sete Rios é uma interface da Linha de Cintura, situada na cidade de Lisboa, em Portugal.

## Descrição

### Localização e acessos
Esta interface tem o seu acesso principal pela Rua Prof. Lima Bastos, onde esta entronca na Rua de Campolide, havendo acessos secundários para a Rua Canto da Maya e para a Rua Francisco Gentil Martins; situa-se a curta distância, para norte, o Jardim Zoológico de Lisboa e a estação epónima do Metropolitano de Lisboa;; é um local central da cidade, sendo esta a estação ferroviária mais próxima do centro geográfico do município, em linha reta (tendo em conta o trajeto viário, fica a estação de Entrecampos ligeiramente mais próxima).

### Infraestrutura
Esta interface apresenta quatro vias de circulação, identificadas como I-S, II-S, III-S, e IV-S, com comprimentos entre 249 e 553 m e acessíveis por plataformas com comprimentos entre 239 e 260 m e 90 cm de altura; existem ainda três vias secundárias, identificadas como ISR, IISR, e IIISR, com comprimentos entre 318 e 223 m, que estão eletrificadas em quase toda a sua extensão.
O local desta interface é um ponto de câmbio nas características da via férrea e do seu uso, nomeadamente mudando aqui o o número de vias da linha, que é quádrupla para nascente até Roma-Areeiro (Linha de Cintura, ascendente) e, no seu enfiamento, dupla para noroeste até Benfica (Concordância de Sete Rios) e para sul até Campolide (Linha de Cintura, descendente).
| Serviços de passageiros em Sete Rios, em 2008: regional (0450, sup.) e suburbana (2300, inf.). | Em 2012 Sete Rios era uma das mais movimentadas de todas as estações ferroviárias portuguesas, com 401 circulações (no total dos dois sentidos) em cada dia útil, apenas com menos quatro circulações diárias que Entrecampos, a estação seguinte da Linha de Cintura no sentido nascente. O grosso deste movimento é constituido pelos comboios suburbanos da região de Lisboa, mas a estação é igualmente servida por alguns comboios nacionais, incluindo todos os que ligam Lisboa ao sul de Portugal. Em 2012 paravam na Estação de Entrecampos as seguintes circulações:[carece de fontes?] - Intercidades Lisboa-Faro, seis circulações diárias; - Intercidades Lisboa-Évora/Beja, oito circulações por dia útil; - InterRegional e Regional da linha do Oeste, onze circulações por dia útil - Urbanos da operadora estatal CP Lisboa dos eixos de Sintra e Azambuja, 228 circulações por dia útil; - Urbanos da operadora privada Fertagus Roma Areeiro - Setúbal, 148 circulações por dia útil. |

## História
Esta estação localiza-se no troço original da Linha de Cintura, entre Benfica e Santa Apolónia, que entrou ao serviço em 20 de Maio de 1888, pela Companhia Real dos Caminhos de Ferro Portugueses.
Entre 1959 e 1998, esta estação da rede ferroviária pesada, partilhou a sua designação com a estação do Metropolitano de Lisboa contígua — Sete Rios; nas sua imediações funcionou também até meados da década de 1990 o P.M.O. II deste sistema ferroviário local, cuja rede, em bitola internacional, comunicava com a Linha de Cintura por um troço algaliado que se inseria na via do lado norte na direção de Entrecampos.
Em Janeiro de 2011, contava com quatro vias de circulação, com 243 a 447 m de comprimento, e as plataformas tinham 239 e 260 m de extensão, e 90 cm de altura — valores mais tarde alterados para os atuais, esta configuração apresentava-se já assaz ampliada em comparação com a de décadas anteriores.

No âmbito da alteração da eletrificação da Linha de Cascais para 25 kV em corrente alterna, cuja conclusão está prevista para 2024, entrará em funcionamento uma nova subestação junto a Sete Rios.